# Incourt
För andra betydelser, se Incourt (olika betydelser).

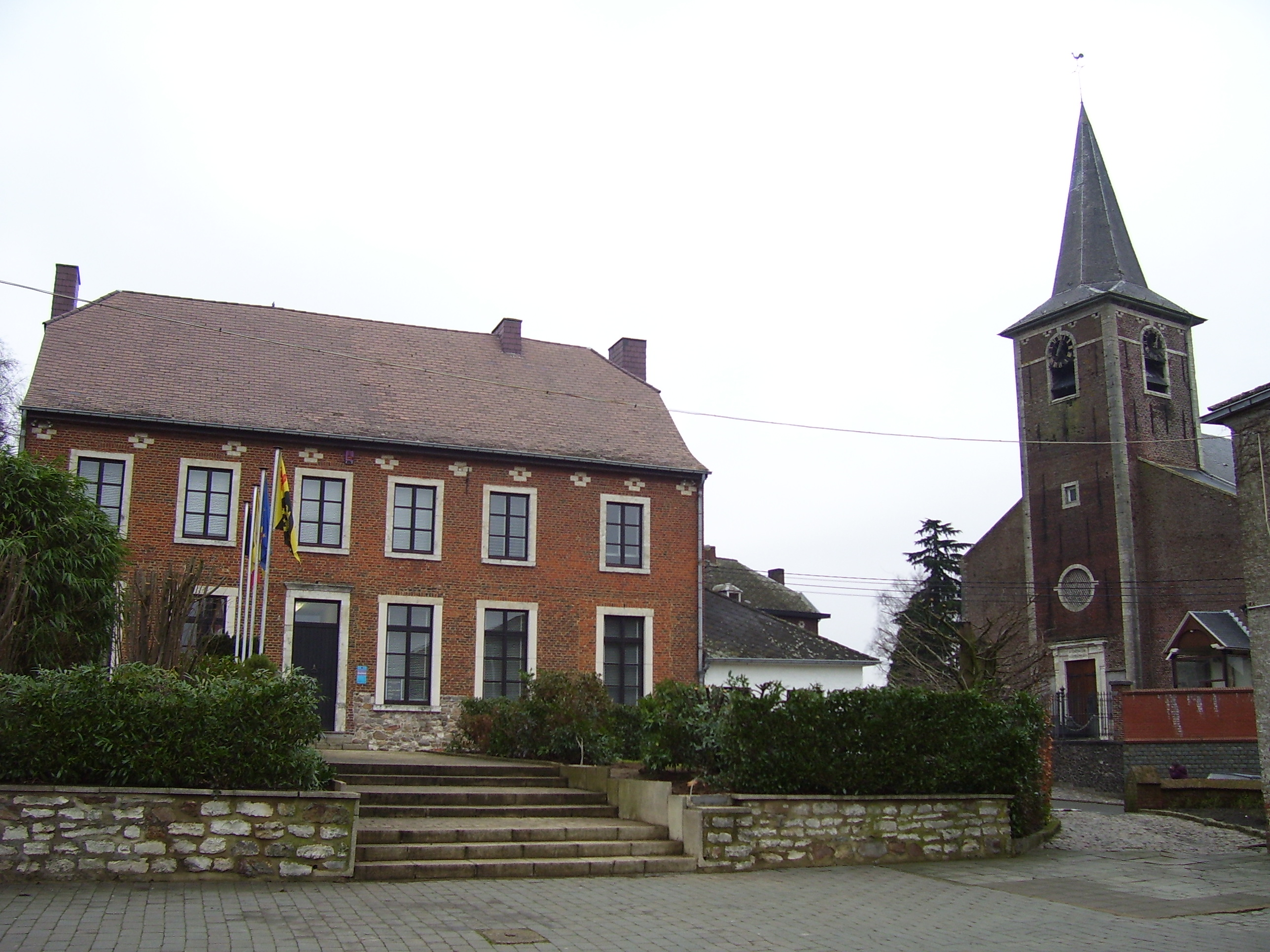
Incourts rådhus och kyrka

Incourt (vallonska Incoû) är en kommun i den franskspråkiga provinsen Vallonska Brabant i Belgien. Den består av fem ortsdelar Glimes (vallonska Glime), Incourt, Opprebais, Piétrebais (vallonska Petbåy) och Roux-Miroir (vallonska Li Rou-dlé-Muroe).